# Terre d'Albert I
La Terre d'Albert I est un territoire norvégien situé complètement au nord-ouest du Spitsberg, Svalbard. Il est bordé à l'est par la Terre de Haakon VII. La Terre d'Albert I est délimitée au nord par le fjord Liefdefjorden (un bras ouest du Woodfjorden), et au sud par le Krossfjorden (un bras nord du fjord Kongsfjorden). La Terre d'Albert I s'étend sur environ 50 km entre les presqu'îles de Vasahalvøya au nord et de Mitrahalvøya au sud. La mer se fait banquise aux abords de la Terre d'Albert I en hiver.

## Nom
La terre est ainsi nommée d'après le prince Albert I de Monaco, qui a visité le Svalbard avec la princesse de Bragance. Le prince Albert a ainsi financé la première expédition de cartographie norvégienne du Svalbard en 1906. Cartographie qui joua un rôle dans le Traité du Svalbard en 1920.

## Nature
L'ensemble de la zone est située dans le Parc national de Nordvest-Spitsbergen. La région a sa propre espèce de rennes, avec une très grande tribu de 1 500 animaux sur Reinsdyrflya dans le nord-est. Il y a beaucoup d'ours polaires aux abords du fjord Liefdefjorden. De très nombreux oiseaux  nichent dans les falaises à l'ouest et au nord. Plus de 10 000 oiseaux sont dénombrés à Haklyutodden sur l'île d' Amsterdamøya, à Flathuken et Solnafjellet sur la presqu'île de Vasahalvøya, à Knoffberget et Nissenfjella sur la presqu'île de Mitrahalvøya.
La zone est partiellement recouverte de glaces, et les plus grands glaciers sont Lilliehöökbreen au sud (259 km2), Smeerenburgbreen (114 km2), Sjettebreen (66 km2) et Raudfjordbreen (65 km2), Svitjodbreen (41 km2). Les plus hautes montagnes sont Jäderinfjellet (1 152 m), Beinfjellet (1 118 m) et Hornemanntoppen (1 092 m), ainsi que les pics Trollhättan (1 030 m) et Stortinden (1 002 m) sur la presqu'île de Vasahalvøya.

## Histoire et habitations
La Terre d'Albert I, est la première région découverte du Svalbard, par Willem Barentsz en 1596. Les armateurs néerlandais et anglais  ont commencé la  chasse à la baleine dans le début des années 1600, mais tout au long du siècle la chasse s'est déplacée vers la Vestisen entre le Spitzberg et le Groenland. les côtes du Svalbard ont été utilisées plus pour l'approvisionnement en eau, l'ancrage et la préparation de la graisse de baleine ("Smeeren"). Il y a un total de 12 sites du patrimoine national qui témoignent de la chasse à la baleine dans les temps anciens.
Il n'y a pas de localité dans la Terre d'Albert I mais il reste de nombreux vestiges de stations de chasse à la baleine le long de la côte et dans les îles du nord-ouest. Du nord au sud se trouvent les vestiges suivant :
- Ytre Norskøya – station de chasse hollandaise.
- Sabineodden sur Vasahalvøya – station de chasse russe et norvégienne.
- Sallyhamna sur Vasahalvøya – station de chasse norvégienne.
- Likneset sur Vasahalvøya – station de chasse norvégienne.
- Smeerenburg sur Amsterdamøya – station de chasse hollandaise.
- Virgohamna sur Danskøya – station de chasse.
- Bjørnhamna sur Reuschhalvøya – station de chasse norvégienne.
- Gravneset dans Magdalenefjorden – cimetière hollandais.
- Kreuzritter dans le Liefdefjorden – station météo allemande 1943-44.
- Signehamna dans Lilliehöökfjorden – station météo allemande 1941-433.
- Ebeltofthamna sur Mitrahalvøya – station de chasse et mine allemande.

Durant les années 1900, l'île de Danskøya fut utilisée comme  point de départ pour une partie des expéditions, jusqu'à ce que Ny-Ålesund, plus au sud, prenne cette fonction.